# Chiesanuova (San Marino)
Chiesanuova es un castello que cubre 5,46 kilómetros y tiene 1083 habitantes a mayo de 2013. Es bordeado por los municipios de la San Marino Città y Fiorentino y las ciudades italianas de Sassofeltrio (PU), Verucchio (RN) y San Leo (PU).

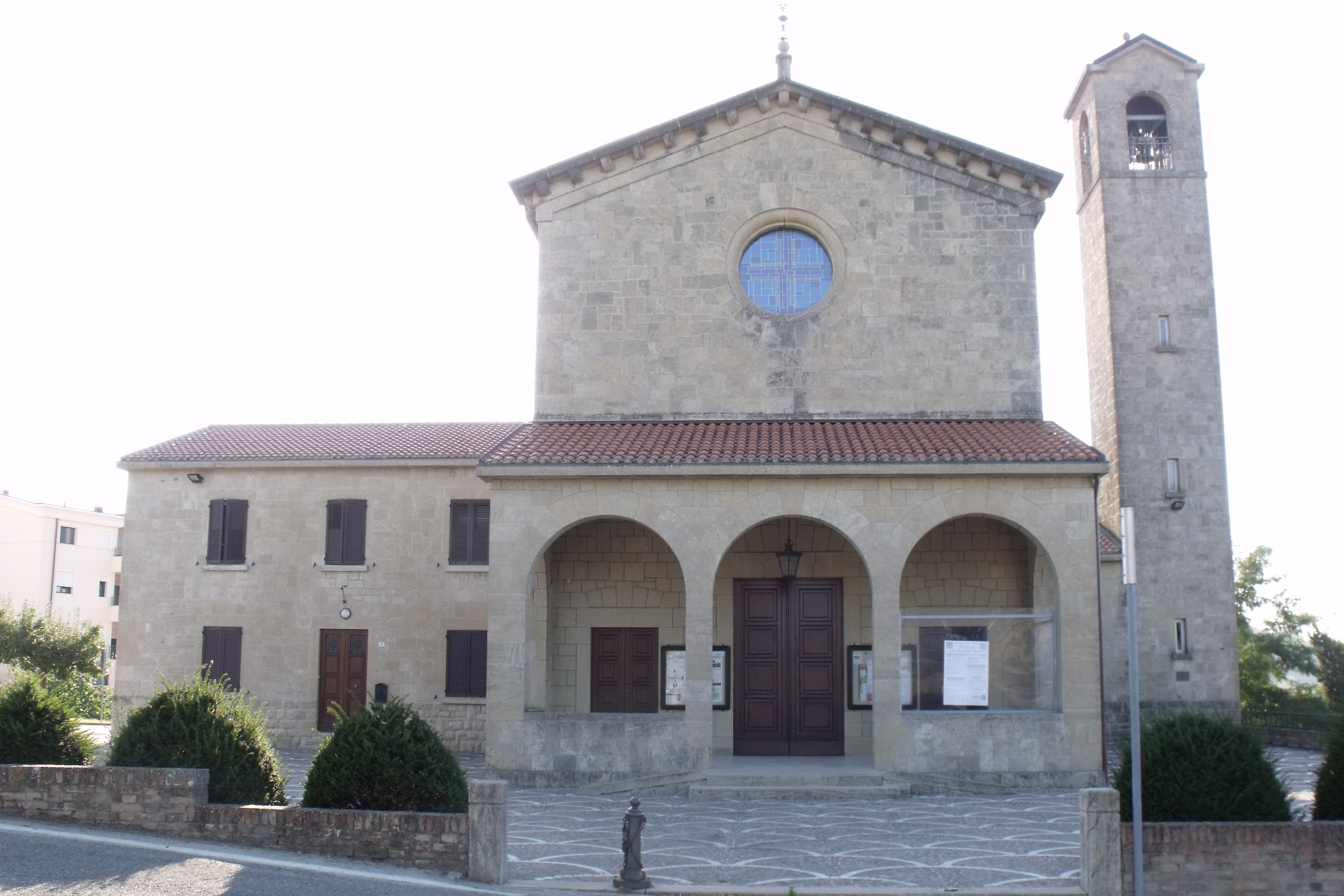
La Iglesia en Chiesanuova

## Etimología

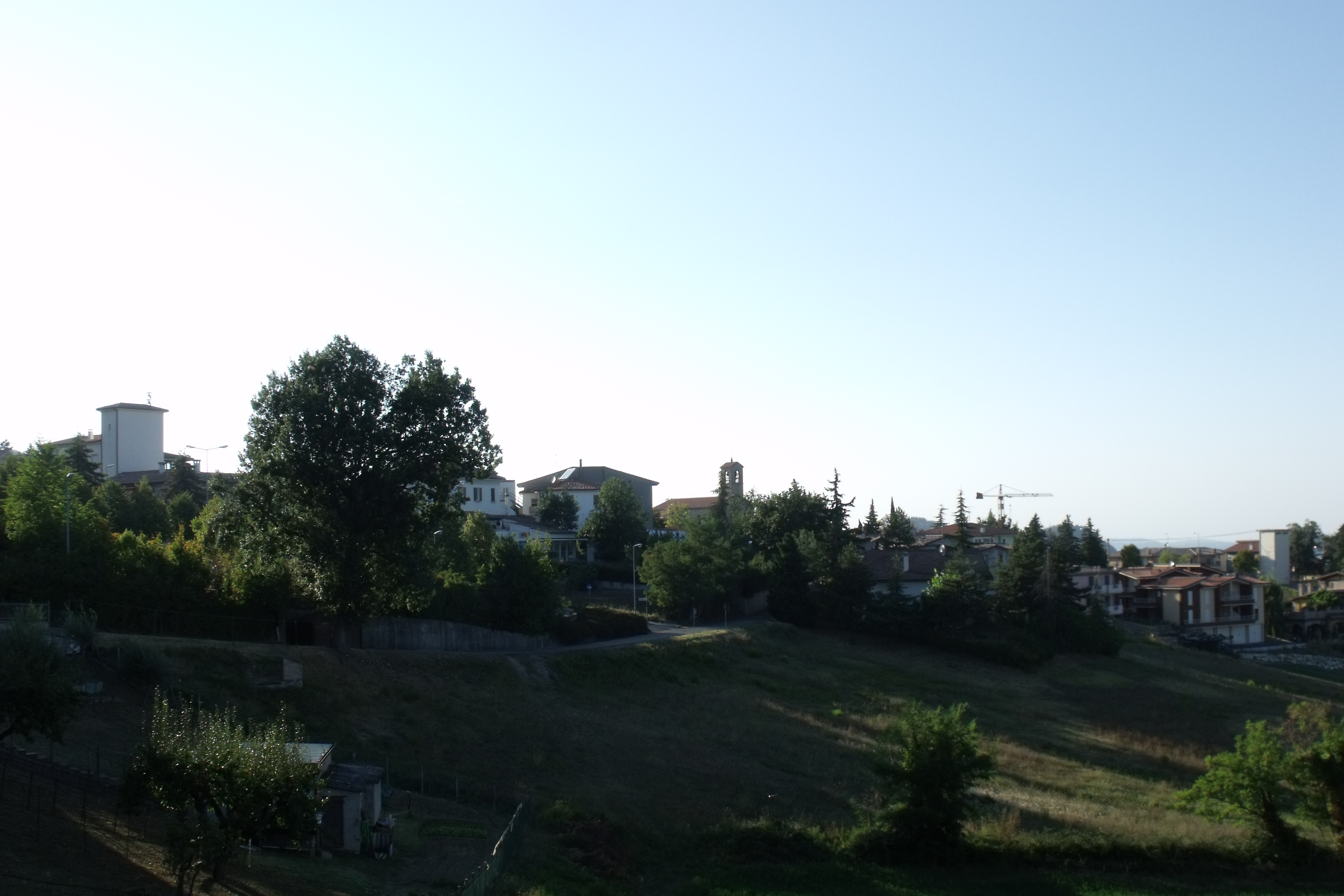
Vista panorámica de Chiesanuova.

En italiano Chiesa, significa, Iglesia y Nuova, Nueva. En conjunto significa Iglesia nueva Chiesanuova.

## Historia
Originalmente albergó el castillo medieval de Busignano sólo en 1320 y sus habitantes eligieron voluntarios para unirse a San Marino. El nombre actual se remonta a 500, cuando la antigua iglesia de San Juan el Bautista en Curte , que ya no existe hoy en día, fue reconstruida. La cabecera municipal es la Casa de Chiesanuova, via C. Strong, tel. 0549.883450.

## Geografía
El territorio alcanza una superficie de 546 hectáreas y Limita con los municipios sanmarinenses de San Marino y Fiorentino y con los municipios italianos de Sassofeltrio, Verucchio y San Leo.

### Parroquias
Chiesanuova tiene 7 parroquias (curazie):
Caladino, Confine, Galavotto, Molarini, Poggio Casalino, Poggio Chiesanuova y Teglio.

## Deportes
Es la sede del club de fútbol Società Sportiva Pennarossa.